# Losgna ursula
Losgna ursula là một loài tò vò trong họ Ichneumonidae.